# هيوز بليس
هيوز بليس تجمع سكاني تقع إدارياً ضمن مقاطعة بوت (كاليفورنيا) في الولايات المتحدة.